# 第82回天皇杯全日本サッカー選手権大会
第82回天皇杯全日本サッカー選手権大会（だい82かい てんのうはいぜんにほんさっかーせんしゅけんたいかい）は、2002年（平成14年）11月25日から2003年（平成15年）1月1日まで開催された天皇杯全日本サッカー選手権大会である。
この大会は京都パープルサンガが初優勝を果たした。

## スケジュール
| 1回戦    | 12月1日      | 都道府県代表、J2、JFL、大学、ユースチームの出場 |
| 2回戦    | 12月8日      |                                                 |
| 3回戦    | 12月15日     | J1チーム16チームの出場                          |
| 4回戦    | 12月22日     |                                                 |
| 準々決勝 | 12月25日     |                                                 |
| 準決勝   | 12月28日     |                                                 |
| 決勝     | 2003年1月1日 | 国立霞ヶ丘競技場陸上競技場                      |

## 出場チーム

### J1リーグ
- コンサドーレ札幌（22回目）
- ベガルタ仙台（9回目）
- 鹿島アントラーズ（19回目）
- 浦和レッドダイヤモンズ（38回目）
- ジェフユナイテッド市原（38回目）
- 柏レイソル（35回目）
- FC東京（9回目）
- 東京ヴェルディ1969（28回目）

- 横浜F・マリノス（25回目）[1]
- 清水エスパルス（11回目）
- ジュビロ磐田（26回目）
- 名古屋グランパスエイト（26回目）[2]
- 京都パープルサンガ（20回目）
- ガンバ大阪（22回目）
- ヴィッセル神戸（16回目）
- サンフレッチェ広島（51回目）

### J2リーグ
- モンテディオ山形（11回目）
- 水戸ホーリーホック（7回目）
- 大宮アルディージャ（8回目）
- 川崎フロンターレ（19回目）
- 横浜FC（4回目）
- 湘南ベルマーレ（31回目）

- ヴァンフォーレ甲府（11回目）
- アルビレックス新潟（11回目）
- セレッソ大阪（34回目）
- アビスパ福岡（11回目）
- サガン鳥栖（11回目）[3]
- 大分トリニータ（7回目）

### JFL
- 大塚製薬（14回目）
- Honda FC（27回目）

### 大学
- 駒澤大学（9回目）
- 国士舘大学（13回目）

### 2種
- 国見高校（4回目）

### 都道府県代表
- 北海道 札幌大学（18回目）
- 青森県 八戸大学（3回目）
- 岩手県 岩手大学（2回目）
- 宮城県 ソニー仙台FC（6回目）
- 秋田県 TDK（9回目）
- 山形県 山形中央高校（2回目）
- 福島県 福島大学（初出場）
- 茨城県 筑波大学（21回目）
- 栃木県 栃木SC（5回目）
- 群馬県 群馬FCホリコシ（3回目）
- 埼玉県 埼玉SC（4回目）
- 千葉県 国際武道大学（初出場）
- 東京都 東京学芸大学（初出場）
- 神奈川県 Y.S.C.C.（初出場）
- 山梨県 韮崎アストロス（8回目）
- 長野県 大原学園JaSRA（2回目）
- 新潟県 JAPANサッカーカレッジ（3回目）
- 富山県 YKK（10回目）
- 石川県 テイヘンズFC（9回目）
- 福井県 福井KSC（4回目）
- 静岡県 浜松大学（初出場）
- 愛知県 デンソー（10回目）
- 三重県 CENTRO DE FUTEBOL EDU（初出場）
- 岐阜県 各務原高校（2回目）

- 滋賀県 マッチーズFC（2回目）
- 京都府 佐川印刷SC（初出場）
- 大阪府 佐川急便大阪（初出場）
- 兵庫県 関西学院大学（17回目）[4]
- 奈良県 高田FC（初出場）
- 和歌山県 紀北蹴球団（初出場）
- 鳥取県 SC鳥取（5回目）
- 島根県 石見FC（6回目）
- 岡山県 吉備国際大学（3回目）
- 広島県 サンフレッチェ広島F.Cユース（2回目）
- 山口県 徳山大学（3回目）
- 徳島県 アレックスSC（初出場）
- 香川県 香川西高校（初出場）
- 愛媛県 愛媛FC（4回目）
- 高知県 南国高知FC（3回目）
- 福岡県 福岡教育大学（初出場）
- 佐賀県 九州INAX（2回目）
- 長崎県 三菱重工長崎（3回目）
- 熊本県 アルエット熊本（3回目）
- 大分県 大分トリニータU-18（初出場）
- 宮崎県 プロフェソール宮崎FC（2回目）
- 鹿児島県 ヴォルカ鹿児島（3回目）
- 沖縄県 沖縄かりゆしFC（2回目）

1. ↑  日産自動車サッカー部→横浜マリノスからの出場回数を含む。なお、横浜フリューゲルス（1999年に統合）の出場回数（13回）は含まない。
2. ↑  トヨタ自動車工業サッカー部（15回出場）の出場回数を含む
3. ↑  鳥栖フューチャーズ（5回出場）の回数を含む。
4. ↑  関学クラブ（10回出場）および全関学（4回出場）の出場回数は含まない。

## 試合

### 1回戦
- 香川西高校 0－1 国士舘大学（香川）
- Y.S.C.C. 1－7 大塚製薬（大和）
- 国見高校 3－0 山形中央高校（長崎）
- CENTRO DE FUTEBOL EDU 3－1 ヴォルカ鹿児島（鈴鹿）
- 国際武道大学 1－2 大分トリニータ（秋津）
- テイヘンズFC 0－6 セレッソ大阪（石川西部）
- 石見FC 2－1 福井KSC（松江）
- 徳山大学 0－2 佐川急便大阪（山口）
- 筑波大学 1－3 ヴァンフォーレ甲府（ひたちなか）
- 大原学園JaSRA 0－1 アビスパ福岡（松本）
- 福岡教育大学 1－2 アルエット熊本（博多陸）
- 栃木SC 3－1 岩手大学（栃木）
- 九州INAX 0－5 水戸ホーリーホック（鳥栖）
- 高田FC 0－3 横浜FC（奈良橿原）
- 佐川印刷SC 1－0 TDK（西京極）
- デンソー 1－1（3PK1） 札幌大学（名古屋港）

- 群馬FCホリコシ 2－1 モンテディオ山形（群馬）
- 関西学院大学 2－5 サガン鳥栖（加古川）
- 東京学芸大学 5－1 八戸大学（西が丘）
- 埼玉SC 2－1 YKK（大宮）
- 福島大学 1－5 大宮アルディージャ（いわき）
- 南国高知FC 1－4 湘南ベルマーレ（高知）
- ソニー仙台 2－3v JAPANサッカーカレッジ（仙台）
- 愛媛FC 6－1 三菱重工長崎（愛媛）
- マッチーズFC 0－7 川崎フロンターレ（皇子山）
- 紀北蹴球団 0－9 アルビレックス新潟（紀三井寺）
- SC鳥取 2v－1 アレックス（鳥取）
- プロフェソール宮崎FC 4v－3 吉備国際大学（宮崎）
- 沖縄かりゆしFC 2－3v Honda FC（沖縄）
- 各務原高校 0－9 駒澤大学（長良川球）
- 大分トリニータU-18 1－1（5PK3） サンフレッチェ広島ユース（大分陸）
- 韮崎アストロス 0－2 浜松大学（山梨小瀬）

### 2回戦
- 国士舘大学 1－2 国見高校（福山）
- 大塚製薬 3－0 CENTRO DE FUTEBOL EDU（鳴門）
- 大分トリニータ 3－0 石見FC（大分佐伯）
- セレッソ大阪 4－1 佐川急便大阪（長居2）
- ヴァンフォーレ甲府 2－0 アルエット熊本（山梨小瀬）
- アビスパ福岡 2－1 栃木SC（博多球）
- 水戸ホーリーホック 4－0 佐川印刷SC（ひたちなか）
- 横浜FC 3v－2 デンソー（三ツ沢）

- 群馬FCホリコシ 0－1 東京学芸大学（Jヴィレッジ）
- サガン鳥栖 7－0 埼玉SC（鳥栖）
- 大宮アルディージャ 4－0 JAPANサッカーカレッジ（大宮）
- 湘南ベルマーレ 1－0 愛媛FC（平塚）
- 川崎フロンターレ 6－0 SC鳥取（等々力）
- アルビレックス新潟 1－0 プロフェソール宮崎FC（新潟陸）
- Honda FC 3－0 大分トリニータU-18（都田）
- 駒澤大学 1v－0 浜松大学（西が丘）

### 3回戦
- ジュビロ磐田 2－0 国見高校（磐田）
- 名古屋グランパスエイト 2－0 大塚製薬（瑞穂陸）
- コンサドーレ札幌 0－5 大分トリニータ（大分ス）
- 柏レイソル 1－2 セレッソ大阪（柏）
- ベガルタ仙台 1－0 ヴァンフォーレ甲府（仙台）
- 浦和レッズ 1－2 アビスパ福岡（駒場）
- ジェフ市原 4－0 水戸ホーリーホック（市原）
- 京都パープルサンガ 4－0 横浜FC（西京極）

- 鹿島アントラーズ 4－0 東京学芸大学（カシマ）
- 清水エスパルス 4－2 サガン鳥栖（日本平）
- 東京ヴェルディ1969 0－2 大宮アルディージャ（西が丘）
- FC東京 3－4 湘南ベルマーレ（東京）
- ヴィッセル神戸 1－3 川崎フロンターレ（神戸ユ）
- サンフレッチェ広島 2－0 アルビレックス新潟（広島ス）
- ガンバ大阪 3－1 Honda FC（万博）
- 横浜F・マリノス 3－0 駒澤大学（三ツ沢）

### 4回戦
- ジュビロ磐田 2－0 大分トリニータ（鳥取）
- 名古屋グランパスエイト 5－2 セレッソ大阪（瑞穂陸）
- ベガルタ仙台 1－2 ジェフ市原（仙台）
- アビスパ福岡 0－1 京都パープルサンガ（鴨池）

- 鹿島アントラーズ 1－0 大宮アルディージャ（熊本）
- 清水エスパルス 3－2 湘南ベルマーレ（日本平）
- 川崎フロンターレ 1－0 ガンバ大阪（鳴門）
- サンフレッチェ広島 2－1 横浜F・マリノス（愛媛）

### 準々決勝
| 2002年12月25日 |

| ジュビロ磐田 | 0 - 1 | ジェフ市原    |
|              |       | 増田忠俊 40分 |

| 香川県立丸亀競技場 |

| 2002年12月25日 |

| 名古屋グランパスエイト | 0 - 1 | 京都パープルサンガ |
|                        |       | 松井大輔 34分      |

| 豊田スタジアム |

| 2002年12月25日 |

| 鹿島アントラーズ | 1 - 0 | 川崎フロンターレ |
| 本山雅志 64分    |       |                  |

| 国立競技場 |

| 2002年12月25日 |

| 清水エスパルス | 1 - 3 | サンフレッチェ広島  |
| バロン 16分    |       | 久保竜彦 30分, 61分 |

| 長崎県立総合運動公園陸上競技場 |

### 準決勝
| 2002年12月28日 |

| ジェフ市原 | 0 - 2 | 鹿島アントラーズ    |
|            |       | エウレル 30分, 89分 |

| 長居陸上競技場 |

| 2002年12月28日 |

| 京都パープルサンガ  | 2 - 1 | サンフレッチェ広島 |
| 松井大輔 12分, 20分 |       | 森崎浩司 71分      |

| 埼玉スタジアム2002 |

### 決勝
| 2003年1月1日 14:00 |

| 鹿島アントラーズ | 1 - 2 | 京都パープルサンガ          |
| エウレル 15分    |       | 朴智星 50分 · 黒部光昭 80分 |

| 国立霞ヶ丘競技場陸上競技場 観客数: 50,526人 |